# Longonot
Longonot (maa: Oloonong'ot) är en slocknad stratovulkan sydost om Naivashasjön och omkring sex mil norr om Nairobi i Kenya. Vulkanen utgör en del av Mount Longonots nationalpark. Den högsta toppen ligger 2 776 m ö.h.
Vulkankratern har en bredd av 3,2 kilometer från öst till väst.
Vulkanen fick sitt senaste utbrott på 1860-talet. En skog med mindre träd täcker kraterns botten och ånga strömmar ut från dess väggar. Djurlivet är varierat och består bland annat av zebror, giraffer, babianer, afrikansk buffel och hartebeest. Även leoparder har rapporterats, men är mycket svåra att se.
Longonot har också gett namn åt byn Longonot vid bergets östra fot.
Den 21 mars 2009 drabbades bergets sluttningar och krater av en skogsbrand som dödade många av djuren, en del av de större djuren lyckades fly medan de små djuren i kratern dog i branden.